# Clynotis parvulus
Clynotis parvulus är en spindelart som först beskrevs av Eugen von Keyserling 1883.  Clynotis parvulus ingår i släktet Clynotis och familjen hoppspindlar. Inga underarter finns listade i Catalogue of Life.